# Anthoxanthum nitens
L'erba del bisonte (Anthoxanthum nitens (Weber) Y.Schouten & Veldkamp, 1985)) è una pianta erbacea appartenente alla famiglia delle Poacee.
È un'erba aromatica originaria dell'Eurasia settentrionale e del Nord America. Viene utilizzata in erboristeria e nella produzione di bevande distillate. Il suo nome deriva dal fatto che se ne cibano i bisonti europei. Viene utilizzata in Polonia per la produzione di una vodka, la Żubrówka, nome della pianta in questione, derivante dal termine polacco Żubr (bisonte).